# Xanthoconium
Xanthoconium Singer (grzybiak) – rodzaj grzybów należący do rodziny borowikowatych (Boletaceae).

## Systematyka
Pozycja w klasyfikacji według Index Fungorum: Xanthoconium, Boletaceae, Boletales, Agaricomycetidae, Agaricomycetes, Agaricomycotina, Basidiomycota, Fungi.
W 2021 Komisja ds. Polskiego Nazewnictwa Grzybów Polskiego Towarzystwa Mykologicznego zarekomendowała używanie polskiej nazwy „grzybiak”.
Gatunki:
- Xanthoconium affine (Peck) Singer 1944
- Xanthoconium chattoogaense Wolfe 1987
- Xanthoconium fusciceps N.K. Zeng, Zhi Q. Liang & S. Jiang 2017
- Xanthoconium montaltoense Wolfe 1987
- Xanthoconium montanum Wolfe 1987
- Xanthoconium porophyllum G. Wu & Zhu L. Yang 2016
- Xanthoconium purpureum Snell & E.A. Dick 1962
- Xanthoconium separans (Peck) Halling & Both 1998 – grzybiak brązowofioletowy
- Xanthoconium sinense G. Wu, Y.Y. Cui & Zhu L. Yang 2016
- Xanthoconium stramineum (Murrill) Singer 1944
- Xanthoconium violaceipes Fan Zhou, H.Y. Song & D.M. Hu 2023[3]
- Xanthoconium violaceofuscum Fan Zhou, H.Y. Song & D.M. Hu 2023[3]

Wykaz gatunków i nazwy naukowe na podstawie Index Fungorum. Nazwy polskie według Komisji ds. Polskiego Nazewnictwa Grzybów.